# Paris-Roubaix 1936
Paris-Roubaix din 1936 a fost a 37-a ediție a Paris-Roubaix, o cursă clasică de ciclism de o zi din Franța. Evenimentul a avut loc pe 12 aprilie 1936 și s-a desfășurat pe o distanță de 262 de kilometri de la Paris până la velodromul din Roubaix. Câștigătorul a fost Georges Speicher din Franța.

## Rezultate
| Loc | Ciclist                | Timp       |
| --- | ---------------------- | ---------- |
| 1   | Georges Speicher (FRA) | 7h 15' 01" |
| 2   | Romain Maes (BEL)      | +0' 00"    |
| 3   | Gaston Rebry (BEL)     | +0' 00"    |
| 4   | Romain Gijssels (BEL)  | +1' 30"    |
| 5   | Jules Rossi (ITA)      | +1' 30"    |
| 6   | Jean Wauters (BEL)     | +1' 30"    |
| 7   | Frans Bonduel (BEL)    | +3' 01"    |
| 8   | Emiel Vandepitte (BEL) | +3' 01"    |
| 9   | Sylvain Grysolle (BEL) | +6' 34"    |
| 10  | Léon Level (FRA)       | +6' 34"    |